# Gegant dels Ferrocarrils de la Generalitat de Catalunya
Gegant dels Ferrocarrils de la Generalitat de Catalunya, o simplement Trenot, és un gegant que representa un cap d'estació d'aspecte bonhomiós i simpàtic. Va vestit amb faldilla negra i jaqueta vermella, colors que recorden l'uniforme dels treballadors dels ferrocarrils catalans, i porta tres complements ben característics de la professió: un xiulet, una banderola i una gorra de plat.
El gegant va néixer l'any 2004 amb motiu del vint-i-cinquè aniversari dels Ferrocarrils de la Generalitat de Catalunya, empresa que n'és propietària. És obra de l'imatger Jordi Grau, del taller egarenc d'escultura i imatgeria popular El Drac Petit.
L'estrena oficial d'en Trenot va ser el mes d'octubre d'aquell mateix any, durant la festa major de Sarrià, i l'apadrinaren els gegants Pau i Llibertat, de la Vila de Gràcia, i en Manelic i la Núria, de Ribes de Freser. Tot seguit van fer una cercavila pels carrers del barri acompanyats de més gegants vinguts de tot el país.
La Colla Gegantera de Sarrià és l'encarregada de custodiar el gegant Trenot, entre més, i de portar-lo a participar en festes i cercaviles que s'organitzen per tot Catalunya. I quan no surt es pot visitar, perquè és exposat a la seu del districte de Sarrià – Sant Gervasi, juntament amb més gegants de la zona, companys de sortides.